# 0. januar
0. januar je alternativno poimenovanje za 31. december v nekaterih kontekstih, predvsem v astronomiji. V letnih efemeridah je 0. januar oznaka za 31. december prejšnjega leta, s čimer se avtor izogne sklicevanju na preteklo leto v efemeridah za neko leto, čeprav je datum v vseh pogledih enakovreden 31. decembru.
0. januar 1900 (31. december 1899) je Mednarodna astronomska zveza sprejela kot standardno epoho (referenčni datum) leta 1955, čemur je sledila Generalna konferenca za uteži in mere pri stari definiciji sekunde, ki je bila v veljavi od leta 1956. Oba standarda temeljita na epohi v Newcombovem referenčnem delu Tables of the Sun, ki opisuje predviden položaj in navidezno gibanje Sonca 0. januarja 1900 opoldan.

## Druga uporaba
Od namišljenega 0. januarja 1900 šteje dneve razširjeni pisarniški program Microsoft Excel.